# Enchiridion Symbolorum
Enchiridion Symbolorum (Kurzform für Enchiridion Symbolorum, definitionum et declarationum de rebus fidei et morum) ist eine handbuchartige Sammlung der aus römisch-katholischer Sicht wichtigsten Glaubensbekenntnisse und kirchlichen Lehrdokumente zu Fragen des Glaubens und der Sitten. Je nach Herausgeber wird die Sammlung auch Denzinger, Denzinger-Schönmetzer (DS)  bzw. Denzinger-Hünermann (DH) genannt.

## Aufbau und Gebrauch
Der erste Teil gibt die Glaubensbekenntnisse der alten Kirche ab dem 1. Jahrhundert wieder (DH 1–76). Der zweite Teil gibt Dokumente des kirchlichen Lehramtes wieder (ab DH 101). Die Sammlung gibt die Texte in ihrer Originalsprache wieder, hauptsächlich Latein. Die Zitation aus dem Denzinger erfolgt mit den Abkürzungen je nach Herausgeber und der Nummer, welche die Texte bezeichnen. Die dogmatische Konstitution Dei verbum findet sich beispielsweise unter DH 4201–4235.

## Unterschiedliche Auflagen und Ausgaben
Das erste Enchiridion Symbolorum mit 128 Dokumenten wurde 1854 durch den Würzburger Dogmatiker Heinrich Denzinger herausgegeben (Abk. D). Die fünfte Auflage von 1874, die letzte, die Denzinger besorgte, umfasste 138 Dokumente aus den Jahren bis 1864; das jüngste ist der Syllabus errorum.
Nach mehreren ergänzenden Auflagen durch unterschiedliche Herausgeber ab 1888 wurde mit der 32. Auflage von 1963 ein völlig überarbeiteter neuer Denzinger vorgelegt, der Denzinger-Schönmetzer (Abk. DS), mitbenannt nach dem Jesuiten Adolf Schönmetzer.
Ab der 37. Auflage von 1991 übernahm der Dogmatiker Peter Hünermann die Funktion des Herausgebers und fügte eine deutsche Übersetzung an. Der Denzinger-Hünermann wird mit der Bekürzung DH zitiert.
Bis zur Herausgabe mit deutscher Übersetzung wurde im deutschen Sprachraum oft das Werk Der Glaube der Kirche in den Urkunden der Lehrverkündigung von Josef Neuner SJ  und Heinrich Roos SJ (zitiert: Neuner-Roos) unterstützend verwendet.
Verschiedene Auflagen des Enchiridion wurden unter anderem ins Englische und Französische übersetzt, teilweise unter Aufnahme zusätzlicher Dokumente, die der Denzinger selbst (noch) nicht enthielt.

## Ausgaben
Aktuelle Ausgabe
- Heinrich Denzinger: Kompendium der Glaubensbekenntnisse und kirchlichen Lehrentscheidungen. Enchiridion symbolorum definitionum et declarationum de rebus fidei et morum. Verbessert, erweitert, ins Deutsche übertragen und unter Mitarbeit von Helmut Hoping herausgegeben von Peter Hünermann. 45. Auflage. Herder, Freiburg u. a. 2017, ISBN 978-3-451-34797-9.

Ältere Ausgaben
- Heinrich Denzinger: Enchiridion symbolorum et definitionum, quae de rebus fidei et morum a conciliis oecumenicis et summis pontificibus emanarunt. Stahel, Würzburg 1854. Digitalisat
- Heinrich Denzinger: Enchiridion symbolorum et definitionum quae de rebus fidei et morum a conciliis oecumenicis et summis pontificibus emanarunt. 5. Auflage, Stahel, Würzburg 1874. Digitalisat